# Turniergraph

Turniergraph mit 4 Knoten

Ein Turniergraph oder Turnier ist ein gerichteter Graph, in dem zwischen je zwei verschiedenen Knoten x, y genau eine Kante existiert – also entweder eine Kante von x nach y oder eine von y nach x (aber nicht beide). Außerdem darf für keinen seiner Knoten x eine Kante (x,x) existieren.

## Formalisierte Definition
Ein Turniergraph ist ein gerichteter Graph {\displaystyle (V,E)}, der die folgenden Bedingungen erfüllt:
- für alle {\displaystyle x,y\in V} mit {\displaystyle x\not =y} gilt {\displaystyle (x,y)\in E} oder {\displaystyle (y,x)\in E},
- für alle {\displaystyle x,y\in V} mit {\displaystyle x\not =y} gilt {\displaystyle (x,y)\not \in E} oder {\displaystyle (y,x)\not \in E},
- für alle {\displaystyle x\in V} gilt {\displaystyle (x,x)\not \in E}.

## Eigenschaften
Jeder nichtleere endliche Turniergraph enthält einen Hamiltonpfad. (Satz von Rédei (Graphentheorie))